# Podiumkunsten
De podiumkunsten, soms ook aangeduid als uitvoerende kunsten, zijn die vormen van kunst die uitgevoerd worden op een podium in de aanwezigheid van publiek. Tot de podiumkunsten behoren live-uitvoeringen van muziek, musical, opera, ballet, moderne dans, toneel, circus en kleinkunst. Deze vormen van podiumkunsten kunnen worden uitgevoerd door professionele musici, dansers, acteurs of cabaretiers, vaak onder leiding van een dirigent of regisseur, maar ook door amateurs.
De term uitvoerende kunsten benadrukt het feit dat deze kunstvorm als 'dienstbaar' wordt gezien aan de meer 'scheppende' kunstvormen van (toneel)schrijven, componeren en choreograferen, hoewel veel uitvoerende kunstenaars deze vormen van kunst combineren. Bij de podiumkunsten staat vaak de expressie van gevoelens centraal. Belangrijke hulpmiddelen daarbij kunnen zijn het decorontwerp, het kostuumontwerp, de belichting en de geluidstechniek.
De term podiumkunsten wordt ook gebruikt voor een studiegebied in het Vlaamse kunstsecundair onderwijs (KSO). In Nederland houdt het Fonds Podiumkunsten zich bezig met de coördinatie en stimulering van het podiumkunstenaanbod. In Vlaanderen is dit het Platform Podiumkunsten. De Nederlandse podiumkunsten kennen een eigen vaktijdschrift, Theatermaker (TM), met een online versie die Theaterkrant.nl heet. 
In Vlaanderen wordt de subsidieverlening voor de podiumkunsten sinds 1993 geregeld in het Podiumkunstendecreet en vanaf 2006 in het Kunstendecreet.